# Coondewanna Airport
Coondewanna Airport är en flygplats i Australien. Den ligger i kommunen East Pilbara och delstaten Western Australia, omkring 1 000 kilometer norr om delstatshuvudstaden Perth.
Trakten runt Coondewanna Airport är nära nog obefolkad, med mindre än två invånare per kvadratkilometer.. Det finns inga samhällen i närheten. 
Omgivningarna runt Coondewanna Airport är i huvudsak ett öppet busklandskap. Genomsnittlig årsnederbörd är 512 millimeter. Den regnigaste månaden är januari, med i genomsnitt 214 mm nederbörd, och den torraste är augusti, med 1 mm nederbörd.